# Myprotein
Myprotein – английский онлайн-ритейлер и производитель продуктов спортивного питания, с базой в Нортвич, графство Чешир. Ассортимент насчитывает более 1,500 продуктов спортивного питания, включая закуски, одежду, аксессуары. Большинство продуктов, продаваемых Myprotein, произведены самой компанией, а также это товары, отгружаемые с их склада, расположенного в Уоррингтон, графство Чешир.

## История
Компания Myprotein была основана в Великобритании в 2004, а в июне 2011 была куплена группой The Hut Group. В 2010 были запущены ещё 5 веб-сайтов компании в Германии, Франции, Ирландии, Италии и Испании, а к 2015 MyProtein имели уже более 15 международных сайтов и отгружали товары в более, чем 50 направлениях по всему миру, включая Россию.

## Производство
Myprotein инвестировали более £6 млн в свои производственные мощности и инфраструктуру цепочки поставок как Уоррингтоне, так и в США.
В декабре 2015 Myprotein анонсировали свое соглашение с управлением по экономическому развитию штата Кентукки о планах по строительству их первой производственной площадки за пределами Великобритании в округе Буллитт, штат Кентукки. Как часть этого соглашения, Myprotein (зарегистрированные как Cend Limited) планируют создать в этом регионе до 350 рабочих мест и получат налоговые льготы до $2.6 млн.

## Продукты и цены
У Myprotein есть линейка informed sports, что означает, что пищевые добавки и ингредиенты, относящиеся к ней, были протестированы на отсутствие любых запрещенных субстанций анти-допинговой лабораторией LGC Sport Science.

## Награды и признание
С момента своего основания Myprotein заработали несколько наград. В 2007 они были признаны Начинающей Компанией Года на престижной премии Growing Business Awards, учрежденной Real Business в сотрудничестве с Lloyds Bank и поддерживаемой CBI.
Кроме этого, в 2009 the Hut Group стали 21-ми в топе Sunday Times Fast Track 100, в который включаются 100 частных британских предприятий с самым быстрым ростом дохода, а в 2014 и 2015 они стали первыми в этом списке. Помимо этого, в 2009 Myprotein выиграли местную ежегодную премию для предприятий небольшого и среднего размера северо-запада Англии на National Business Awards.
В 2007 Myprotein получили сертификацию производства ISO 9001. У компании также имеется аккредитация GMP (Good Manufacturing Practice — «надлежащая производственная практика») и ХАССП (HACCP — Hazard Analysis and Critical Control Points — «анализ рисков и критические контрольные точки»).